# 陈家滩乡
陈家滩乡，是中华人民共和国湖南省怀化市沅陵县下辖的一个乡镇级行政单位。

## 行政区划
陈家滩乡下辖以下地区：
陈家滩村、金塔村、麻伊溪村、驮子口村、大庄坪村、茶溪坪村、砚石溪村和板长垭村。